# Pseudochromis reticulatus
Pseudochromis reticulatus is een straalvinnige vissensoort uit de familie van dwergzeebaarzen (Pseudochromidae). De wetenschappelijke naam van de soort is voor het eerst geldig gepubliceerd in 1992 door Gill & Woodland.